# Refrontolo
Refrontolo est une commune de la province de Trévise dans la région Vénétie en Italie.

## Administration
| Période                                  | Période  | Identité                    | Étiquette | Qualité |
| ---------------------------------------- | -------- | --------------------------- | --------- | ------- |
| 14 juin 2004                             | En cours | Mariagrazia Morgan In Buosi | Centro    |         |
| Les données manquantes sont à compléter. |          |                             |           |         |

### Communes limitrophes
Cison di Valmarino, Pieve di Soligo, San Pietro di Feletto, Susegana, Tarzo